# Solange Knowles
Solange Piaget Knowles (Houston, Texas, 1986. június 24. –) amerikai énekesnő, dalszerző, modell és színésznő.
Már gyerekkorában érdeklődött a zene iránt. Tizenhat évesen, 2003-ban jelentette meg első albumát, a Solo Start, ami mérsékelt sikert aratott. Ezután kisebb filmszerepeket vállalt, és dalokat írt nővérének, Beyoncénak, valamint a Destiny’s Child két másik tagjának, Kelly Rowlandnek és Michelle Williamsnek. 2007-ben stílust váltott, a korábbi kortárs pop/R&B-hangzás helyett az 1960-as és '70-es évek zenei hangzása, a Motown-stílus ihlette meg. Második stúdióalbuma, a Sol-Angel and the Hadley St. Dreams 2008-ban jelent meg, és nagyon jó kritikákat kapott. Ezt követte 2012-ben megjelent középlemeze, a True. Következő albumát saját lemezcégénél, a Saint Recordsnál tervezi megjelentetni.

## A kezdetek
Knowles a texasi Houstonban született, Mathew Knowles és Tina Knowles második lányaként. Apja Alabamából származik, afroamerikai, anyja pedig louisianai kreol, afrikai, indián, francia és ír ősökkel. Anyai nagyszülei Lumis Beyincé és Agnéz Deréon, aki varrónő volt. Solange Joseph Broussard akádiai szabadságharcos vezér leszármazottja.
Szülei mindketten otthagyták állásukat, hogy támogassák elsőszülött lányuk, Beyoncé zenei karrierjét. Solange gyerekkorától kezdve érdeklődött a szórakoztatóipar iránt, gyerekként táncot és színészetet tanult, elsőként ötévesen lépett fel, egy vidámparkban énekelt. Kilencévesen kezdett dalokat írni. Tizenhárom évesen akarta megkezdeni zenei karrierjét, de szülei azt javasolták, várjon még. Tizenöt évesen fellépett nővére együttese, a Destiny’s Child egy turnéján táncosként, egy kilépett táncost helyettesített. Mikor az együttes Christina Aguilera előzenekaraként lépett fel, Solange ideiglenesen helyettesítette a csapat egyik tagját, Kelly Rowlandet, aki az egyik fellépésen eltörte a lábujját átöltözés közben. Mikor Solange tizenhat éves lett, apja és egyben menedzsere leszerződtette saját cégéhez, a Music World Entertainmenthez és a Columbia Recordshoz.

## Pályafutása

### 2001–03:Solo Star
Solange 2001-ben jelentette meg első dalát, a The Proud Family című rajzfilmsorozat főcímdalát, a Destiny’s Childdal közösen. A 2002-ben megjelent Austin Powers in Goldmember című filmhez a Hey Goldmember című dalt énekelte fel, a Destiny’s Child 2001 végén megjelent, 8 Days of Christmas című karácsonyi albumán pedig háttérvokált énekelt a Little Drummer Boy című dalban. 2002-ben Lil Romeo második, Game Time című stúdióalbumán közreműködött, a Luther Vandross szerezte So Amazing részleteit énekelte a True Love című, kislemezen is megjelent dalban, majd Kelly Rowland első szólóalbumán, a Simply Deepen énekelt, melyre ő írta a címadó dalt és az Alone című számot. 2001-ben Lil' Bow Wow barátnőjét alakította a Puppy Love című dal videóklipjében. Emellett közreműködött a Master of Disguise filmzenéjén és megjelent a Play svéd együttes M.A.S.T.E.R. (Part II) című videóklipjében, amely Lil' Fizz közreműködésével készült.
2002-ben a főszereplő Penny Proud unokatestvére, Chanel hangja volt a The Proud Family rajzfilmsorozatban. 2003 júniusában Mathew Knowles bejelentette, hogy azt tervezi, Solange is a Destiny’s Child tagja lesz, amikor a csapat 2004-ben újra összeáll, így az együttes újra négytagú lesz, miután a rövid ideig tag Farrah Franklin 2000-ben történt távozása óta trióként szerepeltek. Mathew Knowles azt mondta, teszteli a reakciókat a hírre, és úgy tűnik, jó ötlet. Augusztusban azonban Beyoncé kijelentette, hogy húga csatlakozása csak pletyka, és a Destiny’s Child háromtagú marad. „Ő egy szólósztár”, jelentette ki Kelly Rowland, ezzel utalva Solange első albumára, amely már készült.
Solange Knowles tizennégy évesen elkezdett első, Solo Star című albumán dolgozni. Az albumon, melynek producerei közt szerepelt Jermaine Dupri, a The Neptunes, Linda Perry és Timbaland, főként gyors tempójú R&B-dalokból áll, bár Knowles szerint a pop, rock, reggae és hiphop is hatással volt rá. Az album tizenöt dala közül többnek is Knowles a társszerzője és a társproducere, többek közt az első kislemeznek, a Feelin' You (Part II)-nek. A dal nem került fel a Billboard Hot 100-ra, de elérte a harmadik helyet a Billboard Hot R&B/Hip-Hop Singles Sales és Hot Dance Singles Sales listáján is. A Solo Star 2003. január 21-én jelent meg az Egyesült Államokban, és a 49. helyen nyitott a Billboard 200 slágerlistán. A Top R&B/Hip-Hop Albums listán a 23. helyet érte el. Az album vegyes kritikai fogadtatásban részesült: William Ruhlmann, az AllMusic munkatársa szerint remek kortárs R&B-album, de Knowles valahol elveszett benne. 2008 közepére az albumból  Nielsen Soundscan szerint 112 000 példány kelt el az Egyesült Államokban.

### 2004–08:Sol-Angel and the Hadley St. Dreams
Első albuma megjelenése után filmszerepeket vállalt. 2004-ben vendégszerepelt a One on One szituációs komédia The Catch című epizódjában. 2004-ben a Johnson Family Vacation című vígjátékban szerepelt, Cedric the Entertainer, Vanessa Williams és Bow Wow mellett,  egyben egy dalt is felénekelt a filmhez, Freedom címmel, a Drop Trio houstoni funk-jazz-együttes közreműködésével. Bár a film nagyrészt negatív kritikákat kapott, Knowles alakítását dicsérték a Variety magazinban.
2006-ban egy szurkolócsapat kapitányát alakította a Hajrá csajok: Mindent bele című filmben, a Hajrá csajok sorozat harmadik részében. Az alacsony költségvetésű, csak DVD-n megjelent film negatív kritikákat kapott, Knowles színészi karrierjéhez a teljes nevét használta, nem csak a keresztnevét, mint zenei pályafutásához, ezért a Hajrá csajok: Mindent bele szereplőlistáján akkori férjezett nevén, Solange Knowles-Smithként jelenik meg.
Házassága alatt Idaho államba költözött, itt folytatta a dalszerzést, többek közt ekkor írta nővére második, B'Day című albumára a Get Me Bodied és az Upgrade U című dalokat. A Get Me Bodied, melynek Solange a klipjében is szerepelt, a 2008-as ASCAP-díjkiosztón az év legjobb R&B/hiphop-dala lett. Emellett írt dalokat a Destiny’s Child új albumára, valamint a két másik tag, Kelly Rowland és Michelle Williams szólóalbumára is. 2004-ben, miközben terhes volt fiával, vendégszerepelt a Destiny’s Child Soldier című dalának videóklipjében.
Válása után Knowles elkezdett második albumán dolgozni, és új lemezszerződést írt alá, ezúttal a Geffen Recordsszal és az EMI kiadóval. 2008-ban fejezte be az albumot, amelynek a Sol-Angel and the Hadley St. Dreams címet adta. Az albumon többek közt Cee Lo Green, a Soulshock & Karlin és Mark Ronson is közreműködött producerként, valamint Bilal énekesként. A dalokat az 1960-as, 1970-es évek stílusa ihlette, ezzel nagyban eltér első albuma hangzásvilágától. Az album 2008. augusztus 26-án jelent meg az Egyesült Államokban. Decemberre már több mint 114 000 példányban elkelt. A kritikusok pozitívan fogadták az albumot, többen is sokkal jobbnak tartották, mint debütáló lemezét. Az album első kislemeze, az I Decided 2008 áprilisában jelent meg, és listavezető lett a Billboard Hot Dance Club Play slágerlistán; a Rolling Stone magazin úgy jellemezte, hogy Solange ezzel a dallal futott be. Knowles 2008 novemberében elindult Solange Presents Sol-Angel and the Hadley St. Dreams című turnéjára az Egyesült Királyságban.
Knowles augusztusban bejelentette blogján a HadleyStreetJournal.com-on, hogy az albummal együtt több mixtape-et is meg fog jelentetni. Az elsőre, az I Can't Get Clearance...-re készült a Fuck the Industry (Signed Sincerely) című dal, amely kiszivárgott az internetre. A dalban Solange kifejezi véleményét a zeneipar jelenlegi állapotáról. A dalban megemlít pár jelentősebb énekest, köztük Mary J. Blige-ot, Ashantit, Keyshia Cole-t és Beyoncét, bár Solange odafigyelt arra, hogy egyiküket se említse negatív kontextusban. A mixtape ugyan nem jelent meg, de a Fuck the Industry (Signed Sincerely)-t Solange megjelentette kislemezként 2010-ben.

### 2009–14:TrueEP és a Saint Records
Knowles egy 2009-ben az MTV-nek adott interjújában kijelentette, hogy épp új albuma hangzásvilágát igyekszik eldönteni. Megvált az Interscope-Geffen-A&M lemezkiadótól, és következő stúdióalbumát függetlenként szándékozott megjelentetni. 2010 elején Ausztráliába utazott, hogy a Midnight Juggernauts ausztrál rockegyüttessel dolgozzon harmadik stúdióalbumán. Az albumot 2010 nyarán tervezte megjelentetni, mint azt még 2009-ben bejelentette hivatalos twitterén, ahol emellett azt is elmondta, hogy házat bérelt a kaliforniai Santa Barbarában, hogy a megfelelő hangulatba kerüljön a dalszerzéshez. 2010. május 7-én vendégszerepelt a Yo Gabba Gabba című népszerű gyermekműsor anyák napi különkiadásában, ahol előadott egy új dalt, a Momma Loves Babyt.

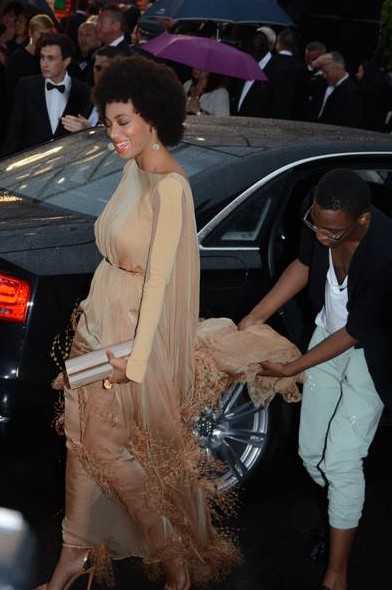
Knowles a 2013-as cannes-i filmfesztiválon

A Vibe magazinnak 2010. július 7-én adott interjújában Knowles elmondta, hogy idegileg „kicsit kikészült” az új album készítése közben.„Szó szerint lemondtam az ép elmémről egy időre a lemez kedvéért. […] Reggel felkeltünk, aztán egész nap és egész éjjel a zenén dolgoztunk. […] Többféle értelemben is kezdett az idegeimre menni. Őrült pánikrohamok törtek rám.” Elmondta, hogy "mentálisan, érzelmileg és anyagilag is" nagy áldozatokat hozott az albumért. „Ez több számomra, mint egy album. Változást hozó időszak az életemben.” A zenei irányt illetően elmondta, hogy a new wave ihlette meg, és annak ellenére, hogy táncolható zene, a szövege néhol meglehetősen komor. Az albumon együtt dolgozott Chromeóval és Pharrell-lel.
2012 szeptemberében Solange megjelentetett egy részletet új videóklipjéből, a Losing You-ból. Ez volt első kiadványa a Terrible Records független kiadónál. A videóklipet Fokvárosban forgatták 2012 szeptemberében. Knowles egy interjúban elmondta, hogy anyja, Tina fizette Solange és barátai afrikai útját és a klipforgatást, születésnapi ajándékként. 2012. október 24-én Knowles New Yorkban bemutatta True című középlemezét, melynek digitális megjelentetésére november 27-én került sor az iTunes Store-on. A CD és hanglemez 2013. január 8-án jelent meg. Solange ezután megjelent a The FADER magazine 84. számának címlapján.
Knowles 2013. május 14-én bejelentette, hogy megalapította saját lemezkiadóját, a Saint Recordsot, és itt fog megjelenni harmadik teljes hosszúságú stúdióalbuma és az ezt követő albumai, terjesztésükről pedig a Sony gondoskodik majd. Solange közreműködött a The Lonely Island Semicolon című dalában, amely az együttes The Wack Album című albumán jelent meg. 2013. november 11-én Knowles kiadója megjelentetett egy albumot Saint Heron címmel, különböző énekesek dalaival. Solange egy új dalt énekelt fel hozzá, Cash In címmel.

### 2015: Harmadik stúdióalbum
Solange 2015. május 15-én egy új dalt adott elő egy, az HBO szponzorálta rendezvényen. A Rise című dalt a fergusoni és baltimore-i, rendőrök által elkövetett gyilkosságok és az azokat követő tiltakozások ihlették. A funk stílusú dal, amely remekül kihasználja a szintetizátor képességeit, várhatóan rajta lesz következő albumán. Solange másnap bejelentette, hogy huszonnégy dalt írt az albumra, és hogy először zongorán írta meg őket, mielőtt producert keresett hozzájuk.

## Művészete

### Zene és hatások
Knowles zenéjére a Motown lányegyüttesei voltak nagy hatással, köztük a The Supremes, a The Marvelettes és Martha Reeves, a Martha and the Vandellas énekese. Dusty Springfield angol popénekes szintén megihlette, de a legnagyobb hatást anyja, Tina Knowles tette rá, aki egy időben az 1960-as évekbeli The Veltones együttes tagja volt. Leginkább azonban a dalszerzés áll közel hozzá, legkorábbi dalszövegeit Paul Verlaine stílusa ihlette. Kilencéves kora óta ír dalokat, számos dalszerzővel és producerrel működött már együtt.
Első albumán kevés beleszólása volt abba, milyen stílusú dalok legyenek rajta. „Amikor tizennégy éves vagy, mindenki más idősebb és tapasztaltabb, ezért bízol a döntéseikben.” Fontosnak tartotta, hogy kiadója elégedett legyen vele, ezért mindenben engedelmeskedett. Saját zenei ízlését sokkal jobban kifejezi második albuma, a Sol-Angel and the Hadley St. Dreams, ahol már érettebbnek tekintette magát, és írhatott olyan dalokat, amilyeneket szeretett volna, anélkül, hogy mások elvárásainak akart volna megfelelni. Dalszövegei párkapcsolatokról, a világot érintő dolgokról és elhunyt barátokról szólnak, második albumán főleg az életében zajló eseményekkel foglalkozik, például házasságával, válásával és gyermekével. Az albumon többféle stílus is megjelenik, köztük a pop-soul, pszichedelikus soul, elektronikus zene és kortárs R&B.
Első középlemeze, a True new wave stílusú, Knowles leírása szerint „vegyes, 80-as évekbeli utalásokkal és afrikai ütős hangszerek hatásával”. Zeneileg az 1980-as évek elejének pop-R&B-stílusa érezhető rajta. A lemezt öt helyszínen vették fel, Santa Barbarában, Los Angelesben, Houstonban, New Yorkban és egy német autópályán.
A zenélés mellett Solange festeni is szeret. „Számomra a festés erőteljes kifejezésmód. Nem tudni, mi lesz a végeredmény, minden ecsetvonás érzelem számomra, és végül kialakul egy kép, ami csodálatos dolog. Teljesen más kifejezése a kreativitásnak.”

### Imázs
Solange-t gyakran hasonlítja a média nővéréhez, Beyoncéhoz, akit egyik példaképének tart ugyan, de a Sol-Angel and the Hadley Street Dreams album első dalában, a God Given Name-ben kifejtette, hogy ők két külön egyéniség. „Én nem ő vagyok és soha nem is leszek.” Az albumról írt kritikájában Jody Rosen, a Rolling Stone kritikusa a dal szövegét függetlenségi nyilatkozatnak nevezte. A Daily Mailnek adott interjújában megjegyezte: „Az emberek azt hiszik, vetélytársaknak kellene lennünk, de soha nem versengtünk egymással. Nagy köztünk a korkülönbség, és nagyon eltér az egyéniségünk.” Egy másik interjúban azt mondta, nem fog abból élni, hogy a nővére mekkora sztár, ő és Beyoncé különböző stílusúak, és kijelentette, hogy tiszteletlenség volt Tedd Birmingham bloggertől, amikor Teddytalks című blogjában 2009 júniusában azt írta, Solange a nővére árnyékában él. Beyoncé nem szívesen engedte, hogy húga is a zeneiparban fusson be karriert, mert úgy érezte, túl nagy stresszel jár. Solange így reagált: „Örülök, hogy tanácsot ad, de nagyon mások a céljaink.”
Solange divatikonként is ismertté vált. Kedveli az élénk színeket, vegyes mintákat és retró stílusokat, de a csillogást és modern divatot is. Ez videóklipjeiben és nyilvános megjelenéseinél is hangsúlyos, így nagyban része a róla kialakult képnek. Fényképezték már le Alexander Wang, Alexander McQueen és Chanel-ruhákban is. Losing You című, 2012-ben megjelent dala videóklipjére a dél-afrikai La Sape mozgalom volt befolyással. Nagy hatást váltott ki a közönségből, amikor más fekete sztárokkal ellentétben természetes állapotban hagyta a haját – mióta korábban kiegyenesített haját levágatta, afro hajstílusával gyakran foglalkozik a média.

## Egyéb tevékenységek
Knowles a Baby Jamz, hiphop stílusú játékkollekció egyik reklámarca volt. A kollekciót fia, Julez ihlette, aki szereti a hiphopzenét. Emellett egy gyerekdalok ihlette hiphopdlokat tartalmazó CD egyik producere is; a CD minden játékhoz kapható. Knowles dolgozott a Yo Gabba Gabba! című díjnyertes gyerektévéműsorban, melyben előadta a Momma Loves Baby című dalt.
2011-ben bejelentették, hogy Knowles, Alejandra Ramos Munozzal és Zooey Deschanellel együtt a Rimmel London reklámarca lett. 2012 februárjában a Vogue.com Today I'm Wearing sorozatának vendégbloggere lett és egy hónapon át minden nap megosztott egy képet a ruhájáról.

### House of Deréon
Solange és nővére, Beyoncé a család divatcégének, a House of Deréonnak a modelljei. A céget nagyanyjukról, Agnéz Deréonról nevezték el. Solange segített Beyoncé-nak egy gyerekruha-kollekciót is megjelentetni. Mindketten szerepelnek a cég reklámkampányaiban. 2008-ban Giorgio Armani fiataloknak szánt kollekciója, az Armani Jeans képviselője lett. Armani szerint Solange tökéletesen megtestesíti az általa elképzelt stílust, mert fiatal, független, laza, de erős divatérzékkel.

## Magánélete
Solange 2004 februárjában, tizenhét évesen feleségül ment a tizenkilenc éves Daniel Smithhez. 2004. október 18-án született meg fiuk, Daniel Julez J. Smith, Jr. Knowles részben sajnálatát fejezte ki afölött, hogy ilyen korán gyermeket szült, ugyanakkor azt mondja, a fia a legnagyobb váratlan áldás volt az életében. Egy róla írt dala, a 6 O'Clock Blues szerepel a Sol-Angel and the Hadley St. Dreams albumon. Daniel Julez születése után a család az Idaho állambeli Moscow-ba költözött, ahol Solange férje folytatta egyetemi tanulmányait. 2007 októberében Solange az Essence magazinnak adott interjúban megerősítette a híresztelést, mely szerint Smith és ő elváltak. A gyermeket közösen nevelik. A válás után Solange és fia Los Angelesbe költöztek. 2013 augusztusában bejelentette, hogy New Orleansba költözik fiával.
2014. május 12-én a TMZ megjelentette egy biztonsági kamera felvételét, amelyen Solange fizikailag bántalmazza sógorát, Jay-Z-t egy manhattani liftben a 2014-es Met Gala után. Jay-Z passzívan tűrte az ütéseket, a szintén jelen lévő Beyoncé nem avatkozott közbe. Az összetűzés oka ismeretlen maradt.
Solange 2014. november 16-án házasságot kötött Alan Ferguson videóklip-rendezővel New Orleansban.

## Diszkográfia
- Solo Star (2003)
- Sol-Angel and the Hadley St. Dreams (2008)
- True (EP, 2012)
- A Seat at the Table (2016)
- When I Get Home (2019)

## Turnék
- 2003: Solo Star turné
- 2008: The Art of Love turné
- 2008: Solange Presents Sol-Angel and the Hadley St. Dreams turné
- 2012: True Promo turné

Nyitószámként
- 2004: Simply Deeper Tour

## Filmográfia
| Év   | Cím                                   | Szerep        | Megjegyzés                  |
| ---- | ------------------------------------- | ------------- | --------------------------- |
| 2001 | Intimate Portrait                     | Saját maga    | 1 epizód                    |
| 2002 | The Proud Family                      | Chanel        | 1 epizód                    |
| 2002 | Taina                                 | Rachel        | 1 epizód                    |
| 2002 | Taff                                  | Saját maga    | 2 epizód                    |
| 2003 | Soul Train                            | Saját maga    | 1 epizód                    |
| 2003 | The 30th Annual American Music Awards | Saját maga    |                             |
| 2003 | The Today Show                        | Saját maga    | 1 epizód                    |
| 2003 | The Brothers Garcia                   | Saját maga    | 1 epizód                    |
| 2004 | One On One                            | Charlotte     | 1 epizód                    |
| 2004 | Johnson Family Vacation               | Nikki Johnson |                             |
| 2005 | Listen Up!                            | Erika         | 1 epizód                    |
| 2006 | Hajrá csajok: Mindent bele            | Camille       | Solonge Knowles-Smith néven |
| 2008 | Ghost Whisperer                       | Énekesnő      | 1 epizód                    |
| 2008 | Lincoln Heights                       | Saját maga    | 1 epizód                    |
| 2010 | Yo Gabba Gabba                        | Saját maga    | 1 epizód                    |

## Díjak és jelölések
| Év   | Jelölt          | Díj                                     | Megjegyzés |
| ---- | --------------- | --------------------------------------- | ---------- |
| 2009 | Solange Knowles | BET-díj (BET Centric Award)             | Jelölve    |
| 2009 | Solange Knowles | Soul Train zenei díj: legjobb új előadó | Jelölve    |
| 2012 | Solange Knowles | Golden Spin-díj: az év sztár-DJ-je      | Jelölve    |

## Fordítás
Ez a szócikk részben vagy egészben  a   Solange Knowles című angol Wikipédia-szócikk ezen változatának fordításán alapul.  Az eredeti cikk szerkesztőit annak laptörténete sorolja fel. Ez a jelzés csupán a megfogalmazás eredetét és a szerzői jogokat jelzi, nem szolgál a cikkben szereplő információk forrásmegjelöléseként.

## További információ
- Hivatalos oldal
- Solange Knowles a Facebookon
- Solange Knowles a PORT.hu-n (magyarul)
- Solange Knowles az Internetes Szinkronadatbázisban (magyarul)
- Solange Knowles az Internet Movie Database-ben (angolul)
- Solange Knowles a Rotten Tomatoeson (angolul)